# Porphyrodema
Porphyrodema is een geslacht van wantsen uit de familie van de Miridae (Blindwantsen). Het geslacht werd voor het eerst wetenschappelijk beschreven door Odo Reuter in 1904.

## Soorten
Het genus bevat de volgende soorten:

- Porphyrodema pictulifer (Walker, 1873)
- Porphyrodema rhinoceros Poppius, 1915